# Николай Малинов
Николай Симеонов Малинов е български политик и общественик. През октомври месец 2020 година подава оставка като председател на НД „Русофили“ и става ръководител на партия „Русофили за възраждане на Отечеството“. На парламентарните избори през октомври 2022 г. партията получава 0.26% (6533 гласа).
Подсъдим за шпионаж в полза на Русия. На 10 февруари 2023 г. е санкциониран от правителството на САЩ по Закона „Магнитски“ заедно с други български политици и висши държавни служители заради „широкото им участие в корупцията в България“.

## Биография
Роден е на 12 септември 1968 г. в София. Завършва висше образование в Киевския държавен университет със специалност „История“. От октомври 2008 до април 2015 г. е издател на партийния официоз на БСП – вестник „Дума“, българското издание на вестник „Монд дипломатик“ като приложение на в. „Дума“ и на теоретическото политическо списание „Ново време“, основано през 1897 г. от Димитър Благоев. Представител в България на руските телевизионни програми: „Первый канал. Всемирная сеть“, ТВ „Центр“, „Охота и рыбалка“, „Дом кино“, „Время“, „Музыка“, „Карусель“, „Телекафе“ и др.
През 2009 г. за кратко е народен представител от парламентарната група на Коалиция за България в XL народно събрание. През 2013 г. е избран за депутат в XLII народно събрание от Коалиция за България с 26,61% от гласовете в 25-и МИР „София-3“.
От ноември 2009 до юни 2015 г. е член на Националния съвет на БСП; от юни 2012 до ноември 2014 – председател на Комисия по политически комуникации и медийна политика към НС на БСП; от май 2012 до ноември 2014 г. – зам.-председател на ИБ на ГС на БСП – София, и от ноември 2009 до юни 2012 г. – член на Изпълнителното бюро на НС на БСП.
На 9 септември 2011 г. за активната му позиция и усилия по съхраняването и опазването на стотици паметници и паметни знаци на руско-българската дружба в България президентът на Русия Дмитрий Медведев го награждава с медал „Александър Пушкин“.
През юни 2015 г. напуска БСП заради конфликт на ценностите му с поведението на ръководствата от последните години.
„Мога да изброя редица факти от поведението на ръководствата на БСП, които трупаха тухла по тухла стената на отчуждение между мен и моята партия. През последното десетилетие, когато е на власт, БСП управлява по начин, който е абсолютно неприемлив за мен. Въвеждане на плосък данък, отказ от необлагаем минимум, разсекретяване на досиетата на разузнавачи, празни лозунги за реиндустриализация на страната.
С колебливото си и често противоречиво отношение към проекти като „Белене“ и „Южен поток“ „БСП загърби българския интерес и обслужи чужди геополитически стратегии. Поведението на ръководствата на БСП по отношение на днешния геополитически конфликт между ЕС и САЩ от една страна и Русия от друга, е жалко от гледна точка на моите разбирания. Недопустимо е БСП да признава и да си сътрудничи с власт, която дойде с преврат в Украйна и в която неофашистките изблици са очебийни.“
На 13 май 2019 г. за заслугите му в укрепването на дружбата и сътрудничеството между народите, за плодотворната му дейност по сближаването и взаимното обогатяване на културите на нациите и народностите президентът на Русия Владимир Путин го награждава с „Орден на дружбата“.